# Johannes Wasmuth (Politiker)
Johannes Heinrich Wasmuth (auch: Waßmuth) (* 9. August 1904 in Wolfhagen; † 8. Januar 1999) war Landwirt auf dem  bäuerlichen Betrieb, den er von seinen Eltern übernahm. Über mehrere Jahre war er – wie bereits sein Vater – als Hausschlachter tätig.
Nebenher war er Mitglied der CDU und politisch tätig.

## Politik
Gemeinsam mit den übrigen Mitgliedern des Wolfhagener Huttenbundes schloss sich Wasmuth dem Stahlhelm an. Als im Rahmen der Gleichschaltung 1934 die Ortsgruppe des Stahlhelm zur NSDAP wechselte, trat Wasmuth aus dem Verband aus.
Nach dem Krieg gehörte er zu den Gründungsmitgliedern des Christlichen Männervereins und des Ortsvereins der CDU in Wolfhagen. Er wurde 1946 durch den CDU-Kreisverband Wolfhagen zum Mitglied des beratenden Landesausschusses (Groß-Hessen) gewählt. Für die Wahl zur Verfassungberatenden Landesversammlung war er vom CDU-Landesverband auf Platz 4 der Landesliste nominiert. Aus persönlichen Gründen nahm er diese Kandidatur nicht an. Als Mitglied der Stadtverordnetenversammlung in Wolfhagen war er weiterhin aktiv.